# 쌍용 액티언
KGM 액티언(KGM Actyon)은 대한민국에서 생산하는 KG모빌리티의 중형 스포츠 유틸리티 자동차이다. 차명인 액티언은 'Action'과 'Young'의 합성어로, Actaeon(악타이온)의 영어식 발음 /ækˈtiːən/ 과 동일하게 발음한다.

## 1세대(C100)

### 액티언(2005년10월~2011년2월)

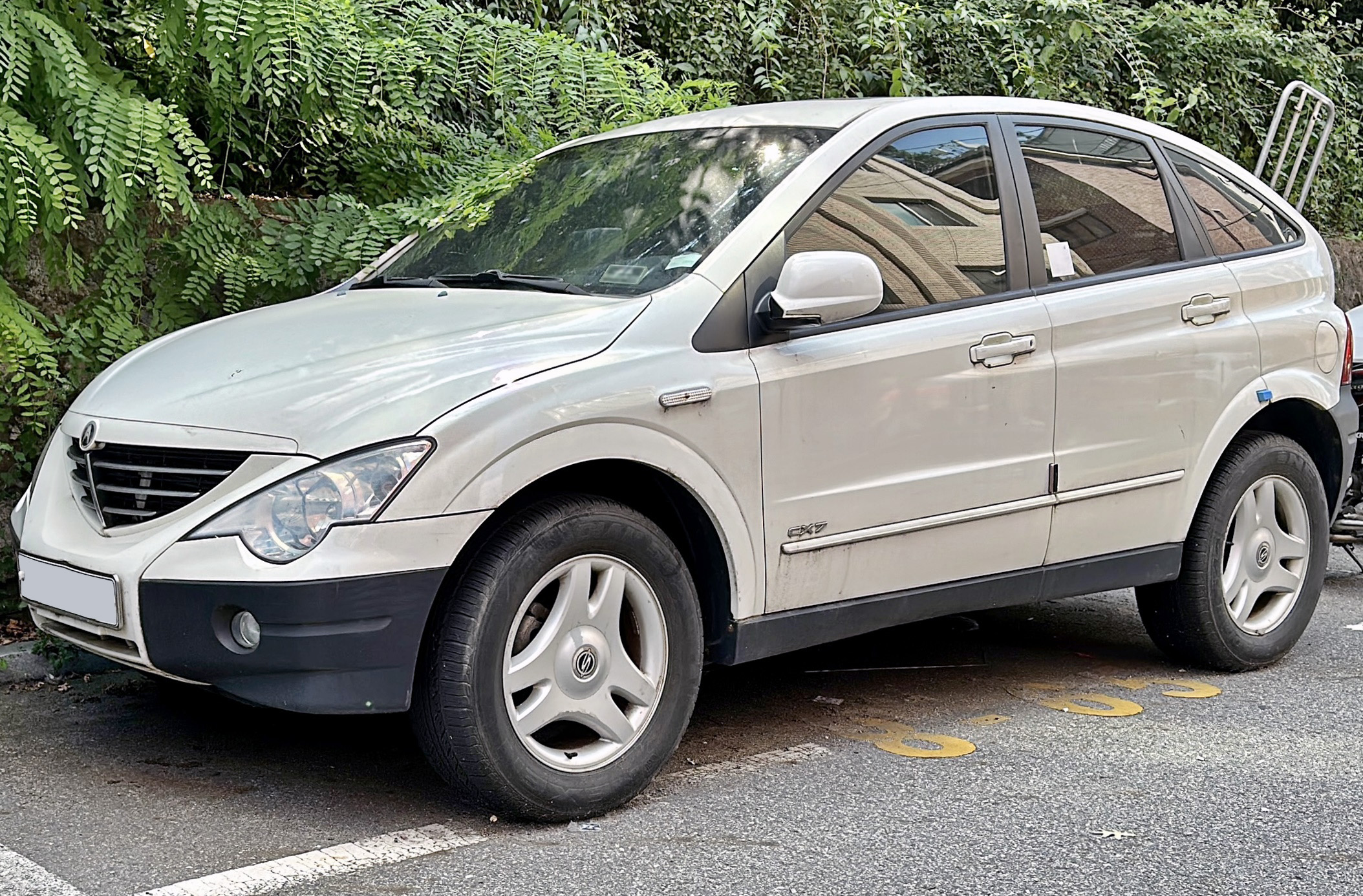
쌍용 액티언 (전기형) 정측면

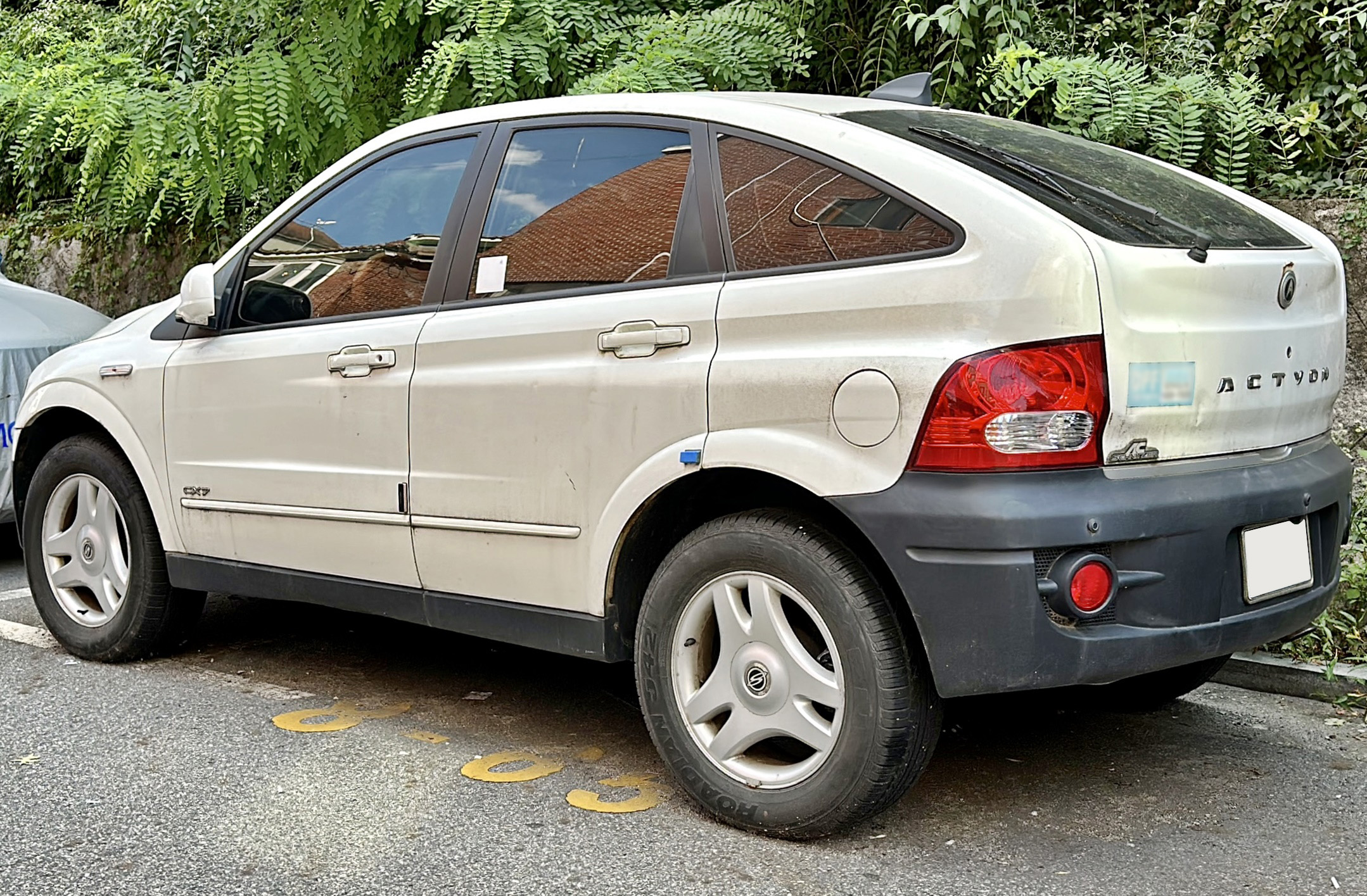
쌍용 액티언 (전기형) 후측면

뉴 코란도를 대체하는 후속 차종으로, 2005년 10월 13일에 출시되었다. 카이런과 형제 차종으로서 플랫폼과 디젤 엔진 등을 공유했다. 기존 뉴 코란도는 3도어였으나, 액티언은 5도어라 승·하차가 편리해졌다. 여전히 후륜구동 기반의 바디 온 프레임 타입 차체를 고수하였으나, 테일 게이트의 개폐 방식과 스페어 타이어의 위치가 달라지는 등 정통 SUV를 표방하였던 뉴 코란도와 달리 도시형 SUV로 탈바꿈하였다. 2008년 7월 7일부터 자동변속기가 4단에서 6단으로 변경되었다. 2008년 7월부터는 액티언과 액티언 스포츠의 수동변속기 사양이 수출용만 생산되기 시작하였다. 새로운 배기가스 규제를 충족시키지 못하여 후속 차종인 코란도 C가 출시되기 직전인 2010년 12월에 대한민국 내수 시장에서는 단종되었으나, 수출용으로는 코란도 스포츠의 전면부를 적용하여 2013년 11월 8일에 페이스리프트한 후 렉스턴W, 카이런과 함께 계속 병행 생산하다가 2021년에 단종되었다.
중앙아시아와 동유럽 시장 수출명은 유목민을 뜻하는 "노마드"이다.
1세대 액티언이 단종된 후에도, KGM 토레스의 콜롬비아 시장 수출명으로 "액티언 토레스"라는 차명을 이용했다.

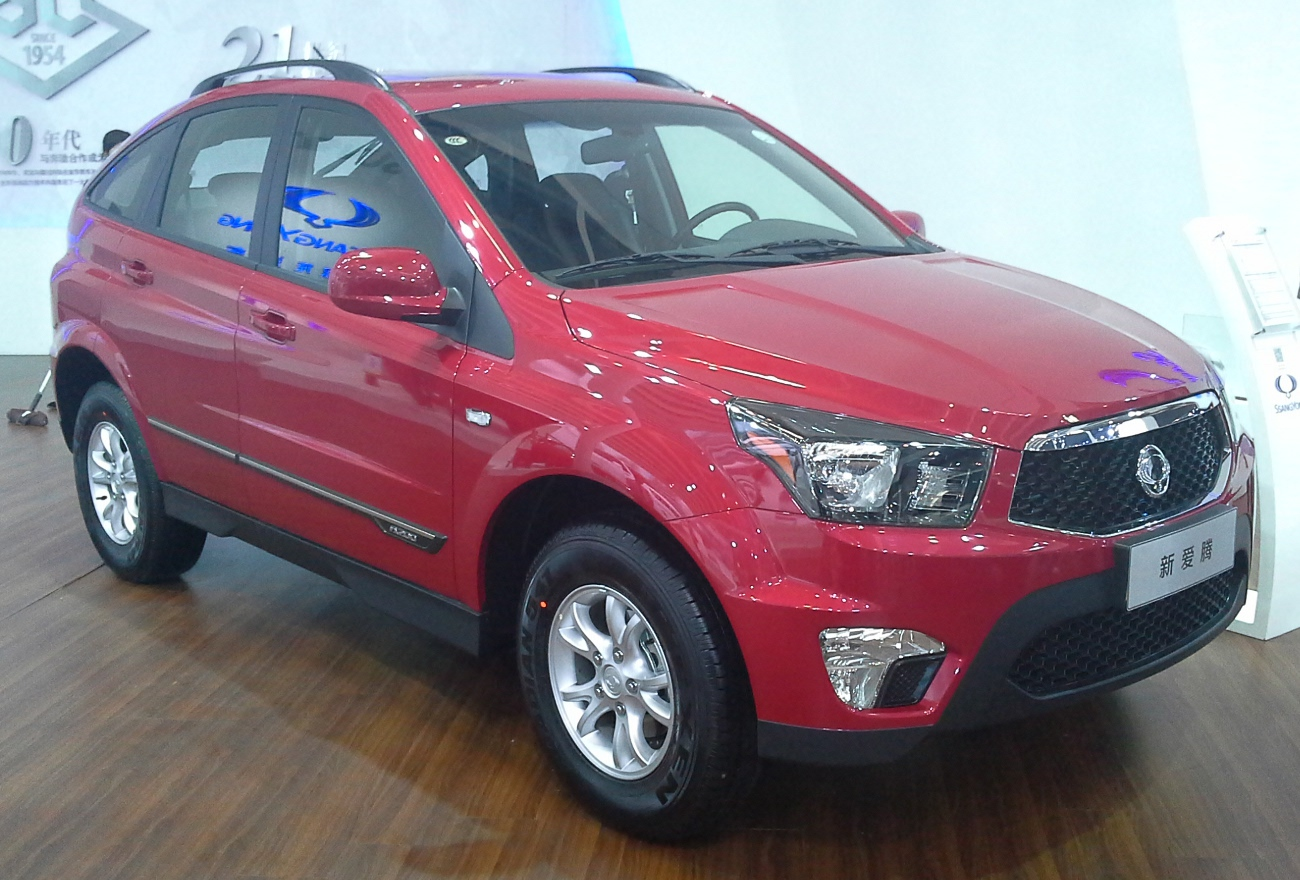
쌍용 액티언 (후기형, 중국 현지 차종) 정측면
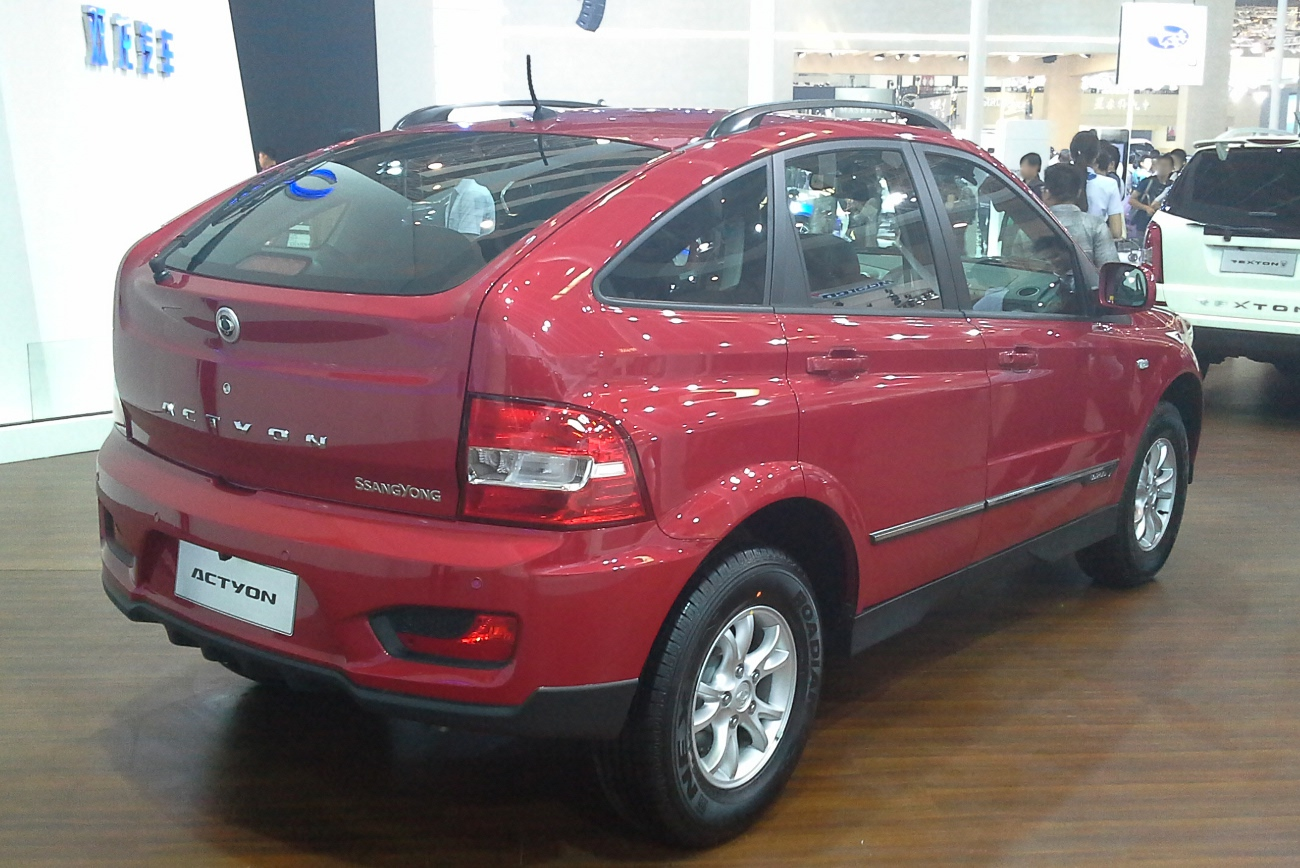
쌍용 액티언 (후기형, 중국 현지 차종) 후측면

제원
| 구분                 | 액티언 2.0ℓ 디젤 2WD                                                                                           | 액티언 2.0ℓ 디젤 4WD                                                                                           |
| -------------------- | --- | --- |
| 전장 (mm)            | 4,455 | 4,455 |
| 전폭 (mm)            | 1,880 | 1,880 |
| 전고 (mm)            | 1,740 1,765(루프랙 적용시)                                                                                     | 1,740 1,765(루프랙 적용시)                                                                                     |
| 축거 (mm)            | 2,740 | 2,740 |
| 윤거 (전, mm)        | 1,570 | 1,570 |
| 윤거 (후, mm)        | 1,570 | 1,570 |
| 승차 정원            | 5명 | 5명 |
| 변속기               | 수동 5단 자동 4단 (이후 자동 6단으로 변경)                                                                     | 수동 5단 자동 4단 (이후 자동 6단으로 변경)                                                                     |
| 서스펜션 (전/후)     | 더블 위시본/5링크 코일 스프링                                                                                  | 더블 위시본/5링크 코일 스프링                                                                                  |
| 구동 형식            | 후륜구동 | 4륜구동 |
| 연료                 | 디젤 | 디젤 |
| 배기량 (cc)          | 1,998 | 1,998 |
| 최고 출력 (ps/rpm)   | 145/4,000 (이후 142/4,000으로 변경)                                                                            | 145/4,000 (이후 142/4,000으로 변경)                                                                            |
| 최대 토크 (kg*m/rpm) | 31.6/1,800~2,750                                                                                               | 31.6/1,800~2,750                                                                                               |
| 연료 탱크 용량 (ℓ)   | 75 | 75 |
| 요소수 탱크 용량 (ℓ) | - | - |
| 공차 중량 (kg)       | 1,820(수동 5단)/1,845(자동 4단) (이후 1,790(수동 5단)/1,815(자동 4단), 1,795(수동 5단)/1,820(자동 6단)로 변경) | 1,955(수동 5단)/1,980(자동 4단) (이후 1,900(수동 5단)/1,925(자동 4단), 1,890(수동 5단)/1,915(자동 6단)로 변경) |
| 연비 (km/ℓ)          | 13.1(수동 5단)/11.8(자동 4단) (이후 12.9(수동 5단)/11.7(자동 4단), 11.9(자동 6단)로 변경)                      | 12.8(수동 5단)/11.7(자동 4단) (이후 12.9(수동 5단)/11.7(자동 4단), 11.9(자동 6단)로 변경)                      |
| Co2 배출량 (g/km)    | 206(수동 5단)/229(자동 4단) (이후 208(수동 5단)/226(자동 6단)로 변경)                                          | 206(수동 5단)/229(자동 4단) (이후 208(수동 5단)/226(자동 6단)로 변경)                                          |

## 스포츠(Q100)

### 액티언 스포츠(2006년4월~2011년12월)

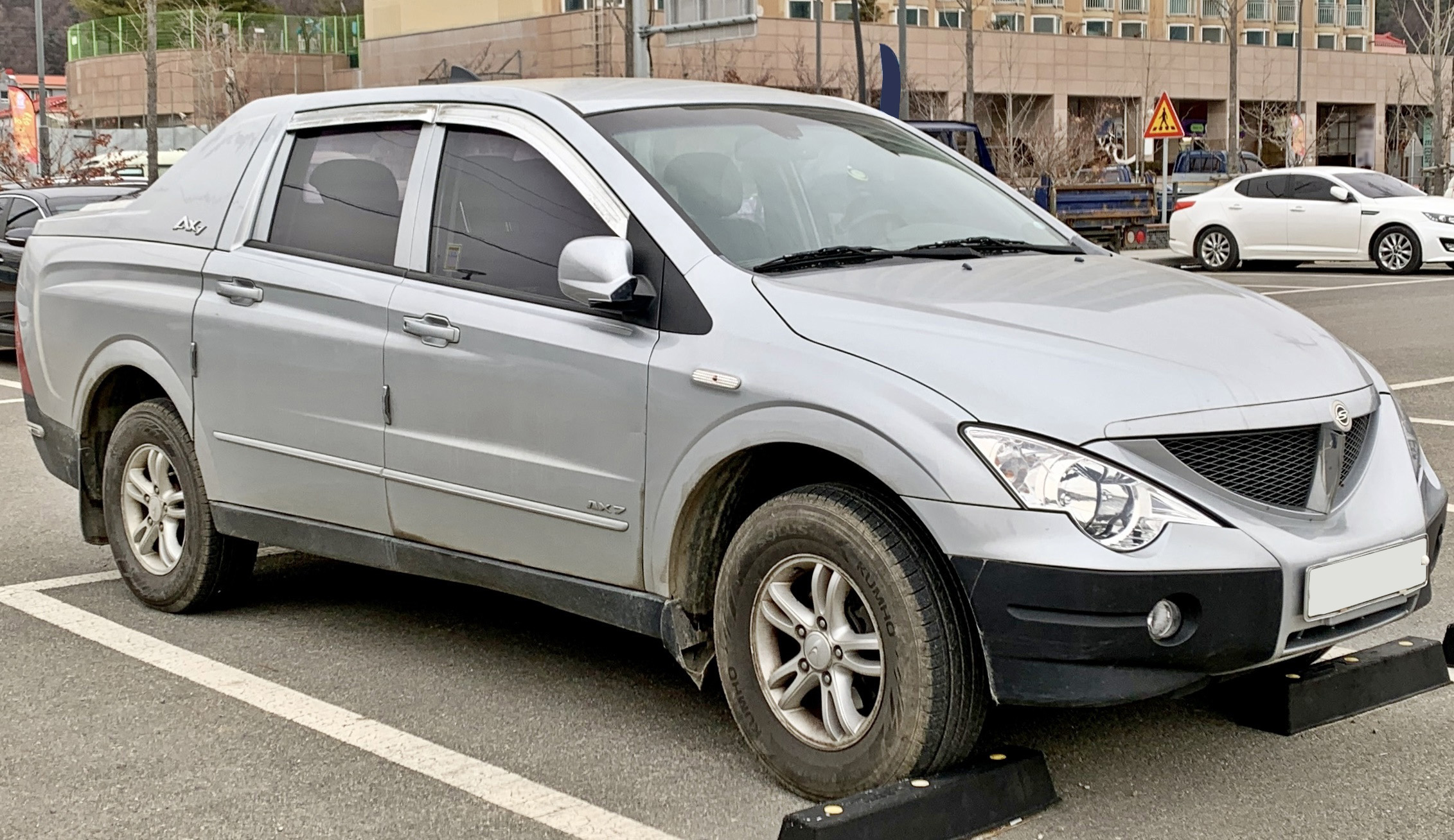
쌍용 액티언 스포츠 정측면

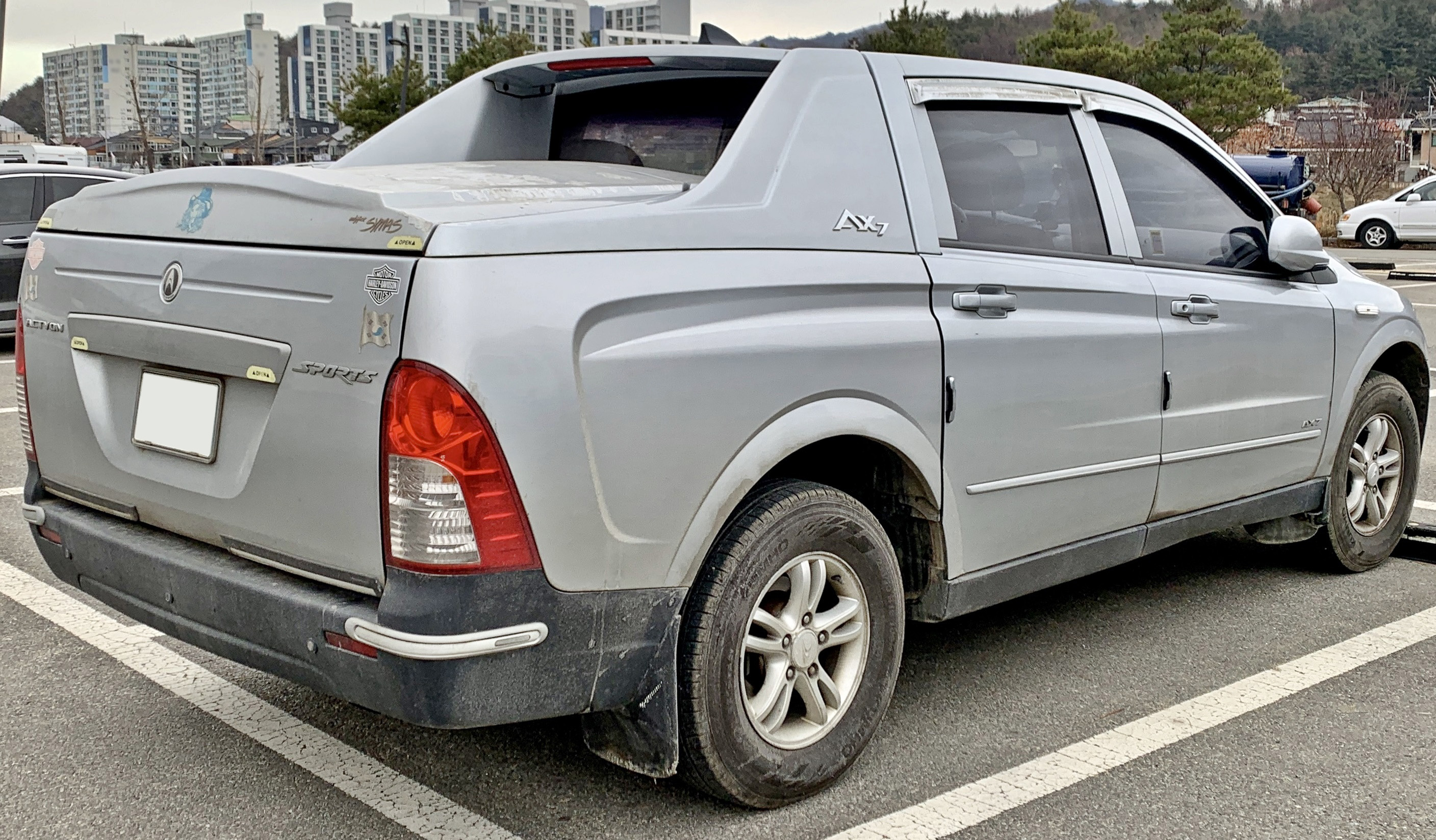
쌍용 액티언 스포츠 후측면

2006년 4월 27일에는 무쏘 스포츠의 후속 픽업 트럭인 액티언 스포츠가 출시되었다. 2007년 12월 17일부터 기존 4단 자동변속기 대신 6단 자동변속기가 적용되었다. 2008년 7월부터는 액티언과 액티언 스포츠의 수동변속기가 수출용만 생산되기 시작하였다. 액티언 스포츠는 2011년 12월 31일까지 대한민국에서 판매되었다. 액티언 스포츠는 2012년 1월 12일에 페이스리프트를 거쳐 코란도 스포츠로 거듭났다.
제원
| 구분                 | 액티언 스포츠 2.0ℓ 디젤 2WD                                                     | 액티언 스포츠 2.0ℓ 디젤 4WD                                                     |
| -------------------- | ------------------------------------------------------------------------------- | ------------------------------------------------------------------------------- |
| 전장 (mm)            | 4,965                                                                           | 4,965                                                                           |
| 전폭 (mm)            | 1,900                                                                           | 1,900                                                                           |
| 전고 (mm)            | 1,755                                                                           | 1,755                                                                           |
| 축거 (mm)            | 3,060                                                                           | 3,060                                                                           |
| 윤거 (전, mm)        | 1,570                                                                           | 1,570                                                                           |
| 윤거 (후, mm)        | 1,570                                                                           | 1,570                                                                           |
| 승차 정원            | 5명                                                                             | 5명                                                                             |
| 변속기               | 수동 5단 자동 4단 (이후 자동 6단으로 변경)                                      | 수동 5단 자동 4단 (이후 자동 6단으로 변경)                                      |
| 서스펜션 (전/후)     | 더블 위시본/5링크 코일 스프링                                                   | 더블 위시본/5링크 코일 스프링                                                   |
| 구동 형식            | 후륜 구동                                                                       | 4륜 구동                                                                        |
| 연료                 | 디젤                                                                            | 디젤                                                                            |
| 배기량 (cc)          | 1,998                                                                           | 1,998                                                                           |
| 최고 출력 (ps/rpm)   | 145/4,000                                                                       | 145/4,000                                                                       |
| 최대 토크 (kg*m/rpm) | 31.6/1,800~2,750                                                                | 31.6/1,800~2,750                                                                |
| 연료 탱크 용량 (ℓ)   | 75                                                                              | 75                                                                              |
| 요소수 탱크 용량 (ℓ) | -                                                                               | -                                                                               |
| 공차 중량 (kg)       | 1,850(수동 5단)/1,870(자동 4단) (이후 1,860(수동 5단)/1,885(자동 6단)으로 변경) | 1,990(수동 5단)/2,010(자동 4단) (이후 1,970(수동 5단)/1,995(자동 6단)으로 변경) |
| 연비 (km/ℓ)          | 12.9(수동 5단)/11.3(자동 4단) (이후 12.6(수동 5단)/11.6(자동 6단)으로 변경)     | 12.4(수동 5단)/11.2(자동 4단) (이후 12.6(수동 5단)/11.6(자동 6단)으로 변경)     |
| Co2 배출량 (g/km)    | 12.9(수동 5단)/11.3(자동 4단) (이후 213(수동 5단)/232(자동 6단)으로 변경)       | 12.4(수동 5단)/11.2(자동 4단) (이후 213(수동 5단)/232(자동 6단)으로 변경)       |